# Apus bradfieldi
El vencejo de Namibia o vencejo de Bradfield (Apus bradfieldi) es una especie de ave apodiforme de la familia Apodidae que vive en el suroeste de África.

## Distribución
Se encuentra en Angola, Botsuana, Namibia y Sudáfrica.